# بوریس ورمانت
بوریس ورمانت (انگلیسی: Boris Vermont؛ ‏ ۳ اوت ۱۹۰۳ – ۲۵ ژوئن ۱۹۵۶) تهیه‌کننده فیلم، و تدوین‌گر اهل ایالات متحده آمریکا بود.
از فیلم‌هایی که وی در آن‌ها نقش داشته‌است، می‌توان به درخت در یک لوله آزمایش اشاره نمود.